# Boadilla de Rioseco
Boadilla de Rioseco – gmina w Hiszpanii, w prowincji Palencia, w Kastylii i León, o powierzchni 51,27 km². W 2011 roku gmina liczyła 129 mieszkańców.